# Phoebophilus
Phoebophilus là một chi bướm đêm thuộc họ Noctuidae.

## Loài
- Phoebophilus amoenus Staudinger, 1888
- Phoebophilus dolius Püngeler, 1902
- Phoebophilus veternosa (Püngeler, 1907)